# Volver a empezar
Volver a empezar és una pel·lícula dramàtica espanyola dirigida per José Luis Garci el 1981 i estrenada el 1982. Narra la història d'un exiliat que, després de la reinstauració de la democràcia a Espanya, torna a la seva ciutat natal, on es torna a trobar amb la dona que va ser l'amor de la seva joventut.
Inicialment va ser molt mal rebuda per la crítica espanyola, però als Estats Units va obtenir l'Oscar a la millor pel·lícula de parla no anglesa, que fins llavors cap producció espanyola havia guanyat. Gràcies a aquest reconeixement internacional, es va convertir en un èxit comercial en el seu propi país.

## Argument

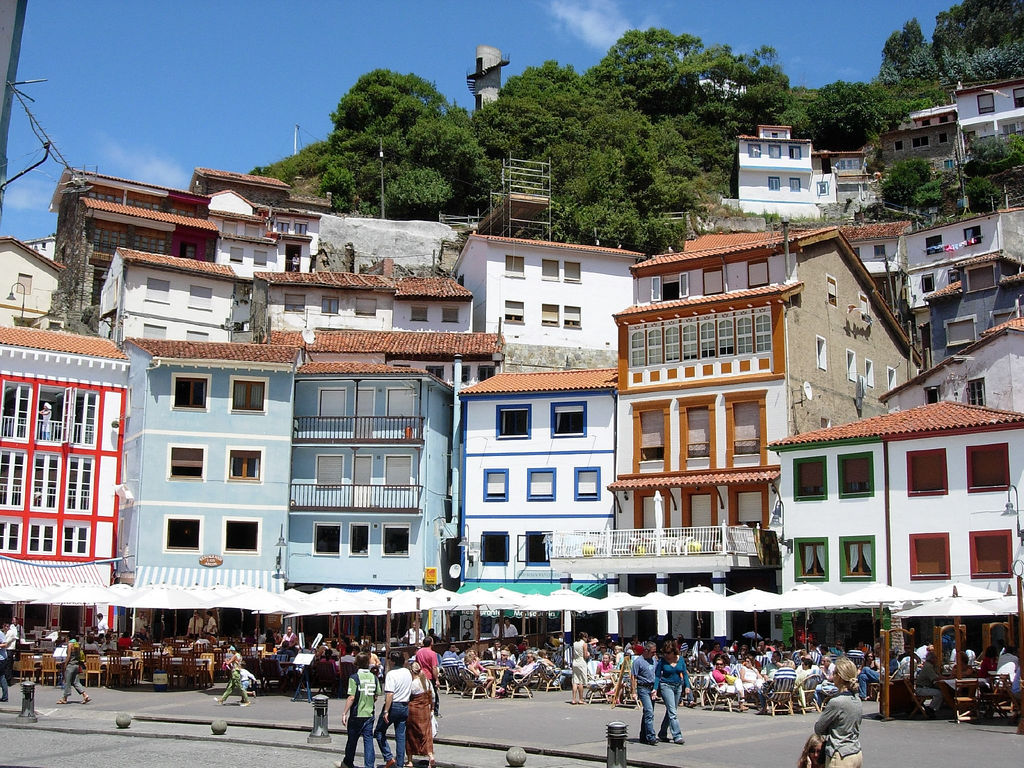
Cudillero, poble de la costa asturiana, un dels llocs visitats pels protagonistes de la pel·lícula.

La història de la pel·lícula es desenvolupa l'any 1981. Antonio Miguel Albajara, professor de literatura a la Universitat de Berkeley, és un famós escriptor. Després de rebre a Estocolm el Premi Nobel de Literatura, per un motiu que ningú més coneix, decideix tornar a Gijón, la seva terra natal i passar un temps amb Elena, l'amor de la seva joventut.
Quan l'escriptor està allotjat a l'Hotel Astúries, rep la trucada del rei Joan Carles I, que el felicita pel premi. Després d'aquesta trucada, diversos mitjans de comunicació descobreixen on s'allotja i volen entrevistar-lo; però com ell vol estar amb Elena, demana a Losada que faci el possible perquè no el molestin. Elena i Antonio recorren junts diversos llocs d'Astúries, assistint a un partit del Real Sporting de Gijón, equip en el qual havia jugat com a migcampista.
Després d'haver passat aquest temps junts, Albajara torna a Berkeley per a continuar fent classe en la universitat.
La pel·lícula finalitza amb una dedicatòria del director: «Vull retre homenatge als homes i dones que van començar a viure la seva joventut en els anys trenta; i especialment, als quals encara estan aquí, donant-nos exemple d'esperança, amor, entusiasme, coratge i fe en la vida. A aquesta generació interrompuda, gràcies».

## Comentaris
El director va dir que es tracta d'una història els protagonistes de la qual han de remuntar l'angoixa de l'època de la seva joventut, la de la guerra civil, i, per a fer bé les coses, han de tornar a començar després de la implantació de la democràcia a Espanya. També va voler mostrar que els grans també s'estimen, i que no només es tenen afecte o afecte com molts creuen. El tema de partida és el de la figura de l'exiliat que va haver de anar-se'n d'Espanya contra la seva voluntat. També va explicar que el vitalisme dels protagonistes hauria de ser un exemple per als espanyols, que no han de mirar al passat, sinó seguir de front cap al futur. Per al seu director la idea central de la pel·lícula és que «només s'envelleix quan no s'estima», frase que va ser utilitzada poc després per l'ONU en una assemblea sobre la Tercera Edat celebrada a Viena.
Per altra banda, el crític Óscar Pereira Zazo observa paral·lelismes entre Volver a empezar i Asignatura pendiente —una altra pel·lícula de Garci— com són la nostàlgia cap a al passat i les dedicatòries que es mostren relacionades entre si. Es tracta de dues generacions que es van veure afectades per la dictadura franquista, la dels anys 1930 i la de els 1970.

## Producció

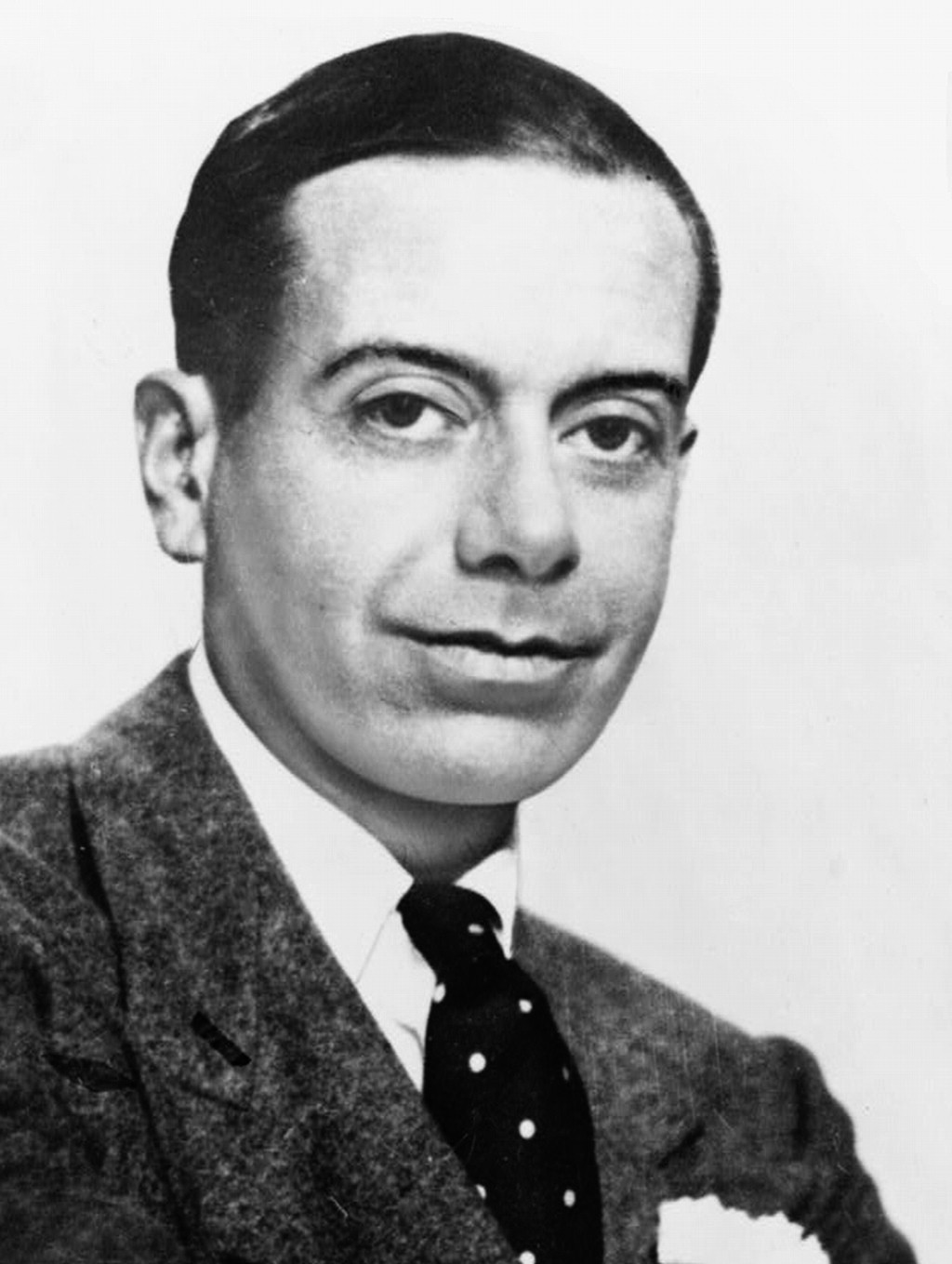
El compositor estatunidenc Cole Porter (1891 - 1964), autor de la cançó «Begin the Beguine», principal tema musical de la pel·lícula.

El projecte va néixer quan Alfonso Sánchez Martínez li va proposar a José Luis Garci que realitzés una pel·lícula dels joves eterns com Edgar Neville i Miguel Mihura. A Garci li va agradar la idea i va recordar Albajara, un amic poeta del seu pare durant la Guerra Civil Espanyola, que va ser portat a un camp de concentració i va morir a la fi dels anys 1940. Va decidir ampliar aquesta història, pensant en quina hauria pogut passar si aquest escriptor continués viu i hagués tornat a la seva ciutat natal. En l'estiu del mateix any, juntament amb Ángel Llorente, va començar a escriure el guió centrant-se en la història d'amor d'Antonio Albajara amb Elena, els seus amics, el paisatge i la vida, encara que també inclouria la seva posició a favor del rei Joan Carles I després de l'intent de cop d'estat del 23-F. La pel·lícula s'anomenaria Begin the Beguine en honor de la cançó de Col·le Porter, però un problema amb els hereus dels drets d'autor va fer que canviessin el títol per Volver a empezar.

### Repartiment
Garci sempre va voler que interpretessin els papers principals Antonio Ferrandis, Encarna Paso, Agustín González i José Bódalo. Al primer el va triar per la seva interpretació del personatge Chanquete en la sèrie de televisió Verano Azul, i a l'últim, perquè li havia promès, durant el rodatge d' El crack, que li donaria un paper més important en la seva següent pel·lícula. Abans del començament de la producció va parlar amb els quatre per si algun decidís no participar, però tots van acceptar la proposta.
- Antonio Ferrandis, va valorar al personatge d'Antonio com un gran intel·lectual i persona, convertint-se per a ell en el més difícil que va realitzar en la seva vida.[15] Segons afirma Óscar Pereira Zazo, Garci va crear al personatge del protagonista amb la intenció de reunir un element de la cultura popular (el futbol) i un altre de l'alta cultura (la literatura).[4]
- Elena és la promesa de la joventut d'Antonio. El director va afirmar que simbolitza a les dones que mai envelleixen i que es troben allunyades de qualsevol convencionalisme social amb la seva rebel·lia.[6] El personatge va ser interpretat per Encarna Paso de qui el director va afirmar que es tractava d'una revelació al cinema espanyol.[5]
- Agustín González va interpretar a Gervasio Losada, el gerent de l'hotel Astúries on s'allotja Antonio. Un crític va afirmar que es tractava de l'únic personatge que aconseguia donar «asideras suficients per a fer un bon treball» a l'actor que el va interpretar.[17]
- Marta Fernández Muro va interpretar a Carolina, la telefonista de l'hotel Asturias.
- Pablo del Hoyo va interpretar al grum que li mostra a Antonio l'habitació.
- Pedro Ruiz va donar veu a Joan Carles I. L'aparició del personatge va suscitar certa polèmica, ja que es va creure que la postura de Garci era en contra del rei, cosa ell va negar.[11]
- José Bódalo va interpretar a Roxu, el millor amic d'Antonio. Roxu és un metge que pertany a la junta directiva del Sporting. Per a la conversa entre Ferrandis i Bódalo en la qual l'escriptor explica al seu amic que li queden sis mesos de vida, van estar entre deu i dotze dies fent assajos amb els decorats.[10] Per a aconseguir que a Bódalo se li humitegessin els ulls en l'escena, el propi actor va demanar a Garci que posés el «Cànon» de Johann Pachelbel (1653 - 1706).[13]

En l'apartat de la direcció artística col·labora per primera vegada amb Gil Parrondo, en qui estava interessat Garci després de veure els decorats que havia realitzat en les pel·lícules de Samuel Bronston. Mentre que el muntatge, que va durar 4 mesos, va ser a càrrec de Miguel González-Sinde que el va qualificar de «bastant complicat», pel necessari ajust amb la música.
El rodatge de la pel·lícula va començar el 27 de setembre i va finalitzar al novembre de 1981. El director va rodar els exteriors a Astúries: Gijón, Covadonga, Cudillero, Cangues d'Onís, Deva, Pola de Lena, llac Enol, San Esteban de Pravia, Roces i Mareo; també va rodar en Califòrnia (Estats Units): San Francisco, Berkeley i Sausalito; i la majoria dels interiors en els estudis Cinearte S.A de Madrid,
 llevat les escenes de l'hotel que es van rodar en el propi hotel Asturias.
Les escenes del partit de futbol a El Molinón entre l'Sporting de Gijón i l'Atlètic de Madrid van ser filmades el 29 de març de 1981.
| Canon de Johann Pachelbel (arranjament per piano). |
|                                                    |
| Interpretat per Lee Galloway.                      |
|                                                    |

### Banda sonora
Des que va començar el projecte Garci va voler que en la banda sonora de la seva pel·lícula estigués present el «Cànon» de Johann Pachelbel. Alguns crítics han manifestat que és per a simbolitzar la cultura europea i «Begin the Beguine» de Cole Porter, per a l'americana, sobre aquesta última Garci va afirmar que van usar una versió de l'any 1937, com a record de l'època en la qual els protagonistes eren joves. Les versions per a piano van ser interpretades per Jesús Glück.
Tots els actors es van doblegar a si mateixos en els estudis Sincronia de Madrid, amb l'única excepció d'Encarna Paso que va ser doblada per Lola Cervantes. Pedro Ruiz posa veu al rei Juan Carlos I, qui no apareix físicament en cap moment.

## Recepció

### Taquilla
Es va estrenar l'11 de març de 1982 en Oviedo i Gijón, on va tenir un bon acolliment, mentre que a la resta d'Espanya no ho faria fins al 29 del mateix mes. Fora d'Astúries no va tenir molt d'èxit. No obstant això, la seva elecció com a representant espanyola per a l'Oscar i la posterior consecució del premi, van fer que la pel·lícula es tornés a estrenar amb molta major fortuna. Només durant la primera setmana de la reestrena, va aconseguir recaptar 20 milions de pessetes. Al final, a Espanya va assolir els 862.264 espectadors.
Després de ser nominada als Oscar, la Fox va comprar els drets de distribució als Estats Units a Enrique Herreros. Per a aconseguir que finalment aconseguís el guardó, tant Herreros com Garci van recórrer la ciutat de Los Angeles per a controlar les 17 sales de projecció que havia aconseguit la distribuïdora. Després de la consecució del premi la pel·lícula es va estrenar a l'Argentina, Colòmbia, Austràlia, Hongria i Mèxic.

### Crítica
Al principi va ser bastant mal rebuda. Així, per exemple, un crític del diari El País va escriure que era una pel·lícula «morosa i buida» els personatges de la qual, amb l'excepció de l'interpretat per Agustín González, «no aporten una major clarificació, establerts com estan en línies molt generals, sense el suport de la suficient anàlisi psicològica», i que els seus actors no van trobar «valor suficient per a fer un bon treball». Per la seva part José Luis Guarner va afirmar que era una «blanca, blanquíssima auca de somriures i llàgrimes, futbol i nostàlgia, amor i tercera edat».
Amb el pas del temps, la valoració dels crítics va anar millorant. Pablo Kurt va comentar a FilmAffinity que, malgrat que la història sigui bastant pedant, Garci «aconsegueix fer-la creïble i, a estones, fins i tot emocionant», i que el que veritablement va aconseguir salvar-la és la «gran actuació de tot el seu repartiment», amb esment especial a José Bódalo, mentre que Joaquín Vallet Rodrigo va escriure a Miradas de cine, que usant Garci com a base el film de David Lean Breu encontre, Volver a empezar sense contenir «sorpreses en les seves intencions ni tampoc punts de gir que condicionin la història i la facin avançar», «sorprèn per la seva sobrietat», i va considerar les interpretacions d'Encarna Paso i Antonio Ferrandis com a magistrals. Por la seva part, la revista Variety va estimar que el film era «sensible, eloqüent i agut, i l'adreça, fotografia i muntatge impecables».

### Premis
Premis Oscar
| Any  | Categoria                             |                  | Resultat   |
| ---- | ------------------------------------- | ---------------- | ---------- |
| 1982 | Millor pel·lícula de parla no anglesa | Volver a empezar | Guanyadora |

38a edició de les Medalles del Cercle d'Escriptors Cinematogràfics
| Categoria         |              | Resultat   |
| ----------------- | ------------ | ---------- |
| Millor actriu     | Encarna Paso | Guanyadora |
| Millor fotografia | Manuel Rojas | Guanyador  |

Fotogramas de Plata
| Any  | Categoria              |                   | Resultat |
| ---- | ---------------------- | ----------------- | -------- |
| 1982 | Millor actor de cinema | Antonio Ferrandis | Nominat  |

Festival Internacional de Cinema de Mont-real
| Año  | Categoría                |                  | Resultado  |
| ---- | ------------------------ | ---------------- | ---------- |
| 1982 | Premi del Jurat Ecumènic | Volver a empezar | Guanyadora |